# Болотоход

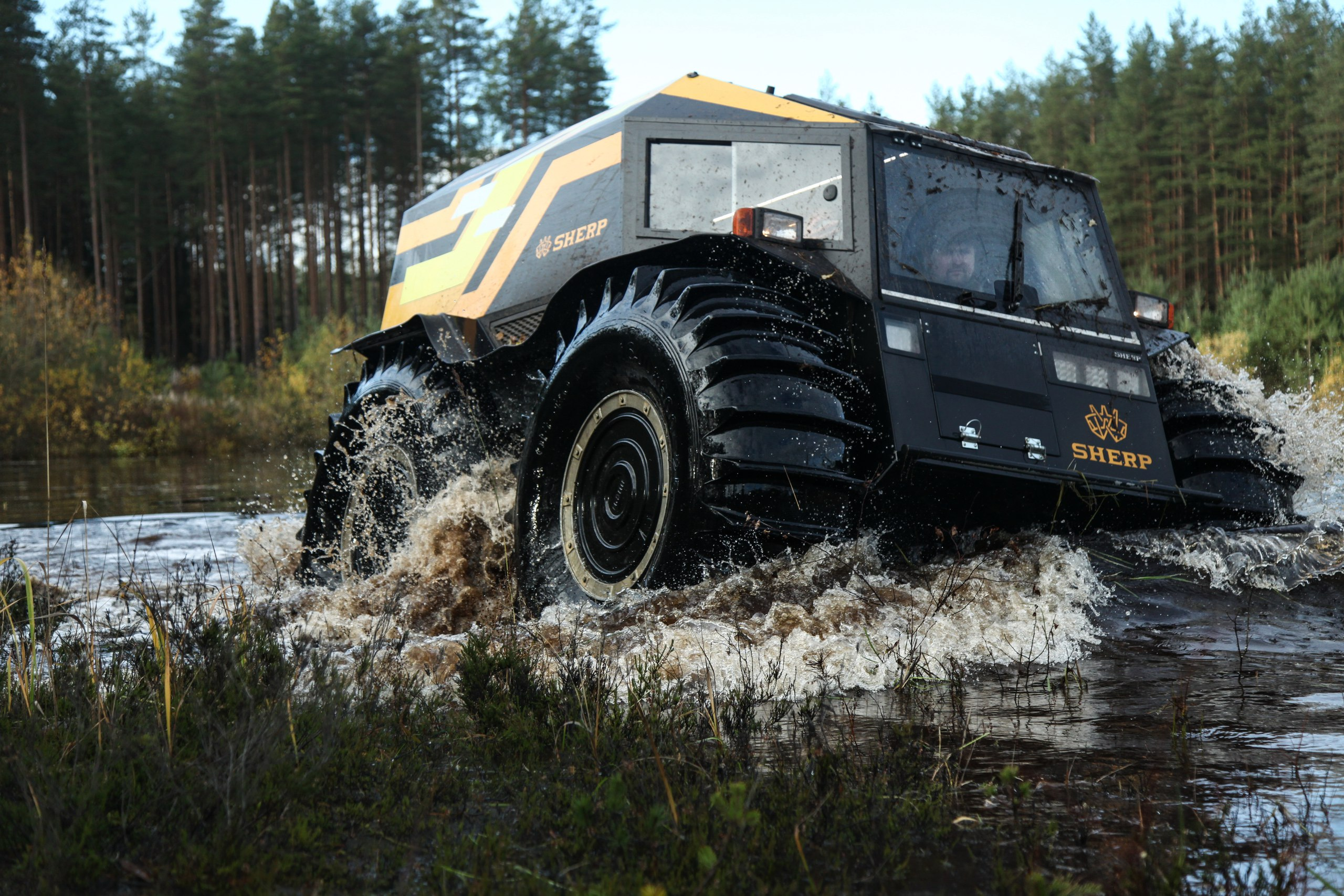
Снегоболотоход «Шерп».

Болотохо́д — обобщающее название техники способной передвигаться и работать на болотистой местности, разновидность вездехода, способная передвигаться по грунтам с очень низкой несущей способностью, в частности по болотам. 

## История
В связи с освоением болотной местности человечество изобрело и произвело определённые машины и механизмы позволившие передвигаться и работать на болотистой местности, для её осушения, добычи полезных ископаемых и так далее. Болотоход отличается низким удельным давлением на грунт.
Чаще всего имеют гусеничный или пневмокатковый движитель. Пневмокатковые болотоходы часто имеют положительную плавучесть за счёт шин большого объёма.
Многие болотоходы могут передвигаться также по песку и снегу (поэтому они ещё называются снегоболотоходами). Снегоход в отличие от снегоболотохода не может ездить по болотам. Болотоходами также часто называют лодки, способные двигаться по трясине, но лодок-снегоболотоходов не существует (это свойство автомобилей-амфибий). Болотоходы хорошо плавают и многие из них считаются также амфибиями. Кроме колёсных болотоходов бывают и шнекороторные (шнекоходы). 
Существуют такие виды болотоходов, как: болотоходный трактор, например Т-130МБГ-1, болотоходный экскаватор (болотный экскаватор), танк-амфибия, шнекоход, снегоболотоход.

## Примеры
В Союзе ССР были произведены:
- ЗИЛ-29061
- «Ямал» — советский снегоболотоход большой грузоподъемности.
- «Тюмень» — советский снегоболотоход большой грузоподъемности.
- ДТ-30 «Витязь» — двухзвенный вездеход на гусеничном ходу, производится в городе Ишимбай.

## Галерея

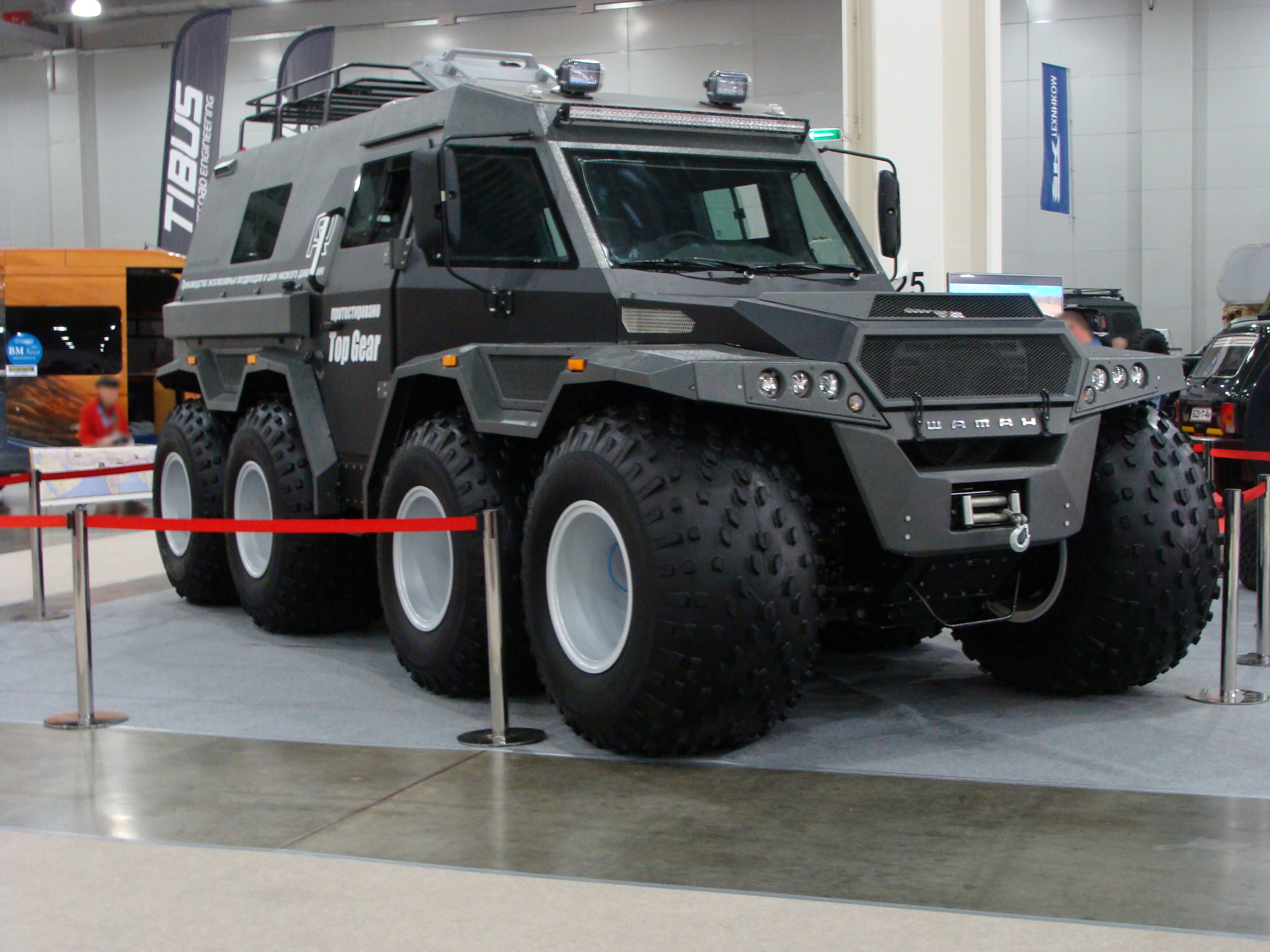
Снегоболотоход «Шаман»
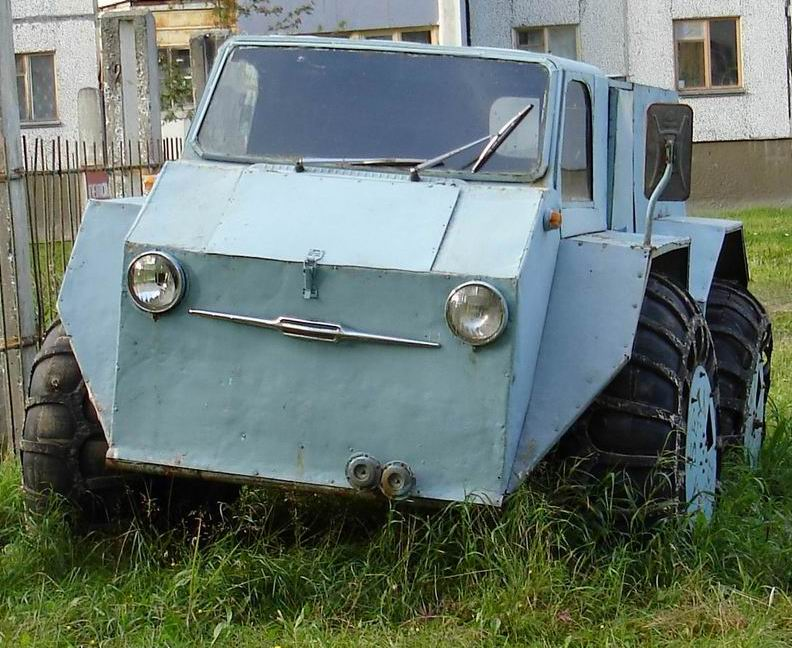
Самодельный болотоход на шинах низкого давления
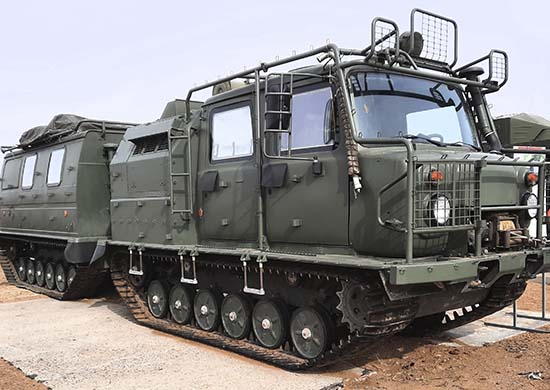
Снегоболотоход ГАЗ-3344-20 «Алеут»
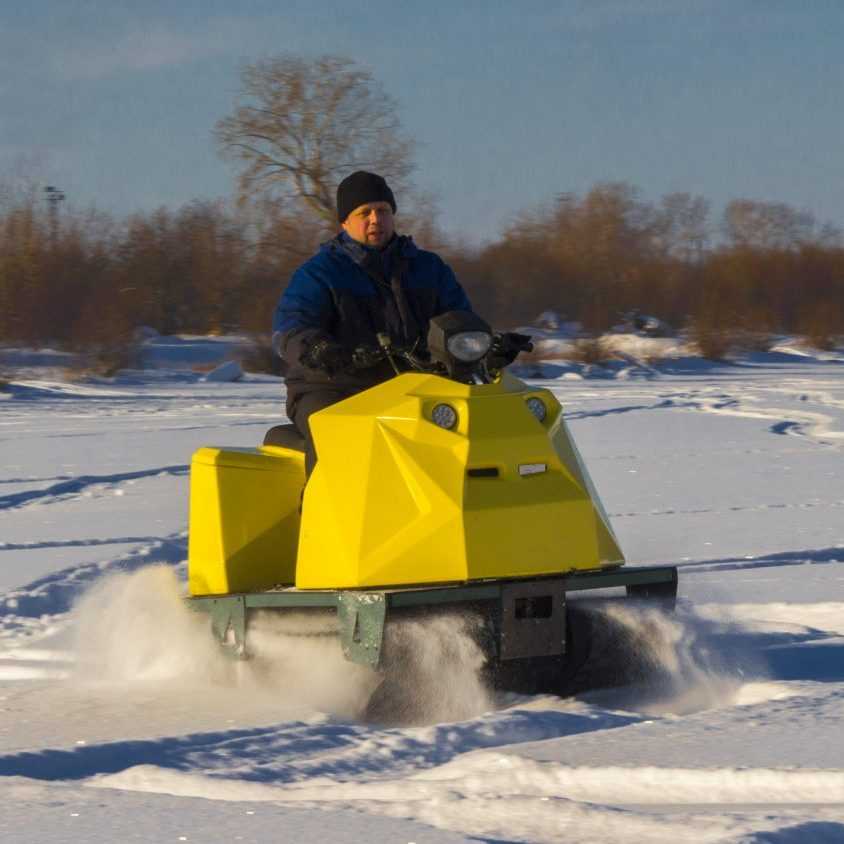
Компактный снегоболотоход «Химера»